# Varnagel
Varnagel är ett trallpunkband från Stockholm som bildades 1999.

## Historia

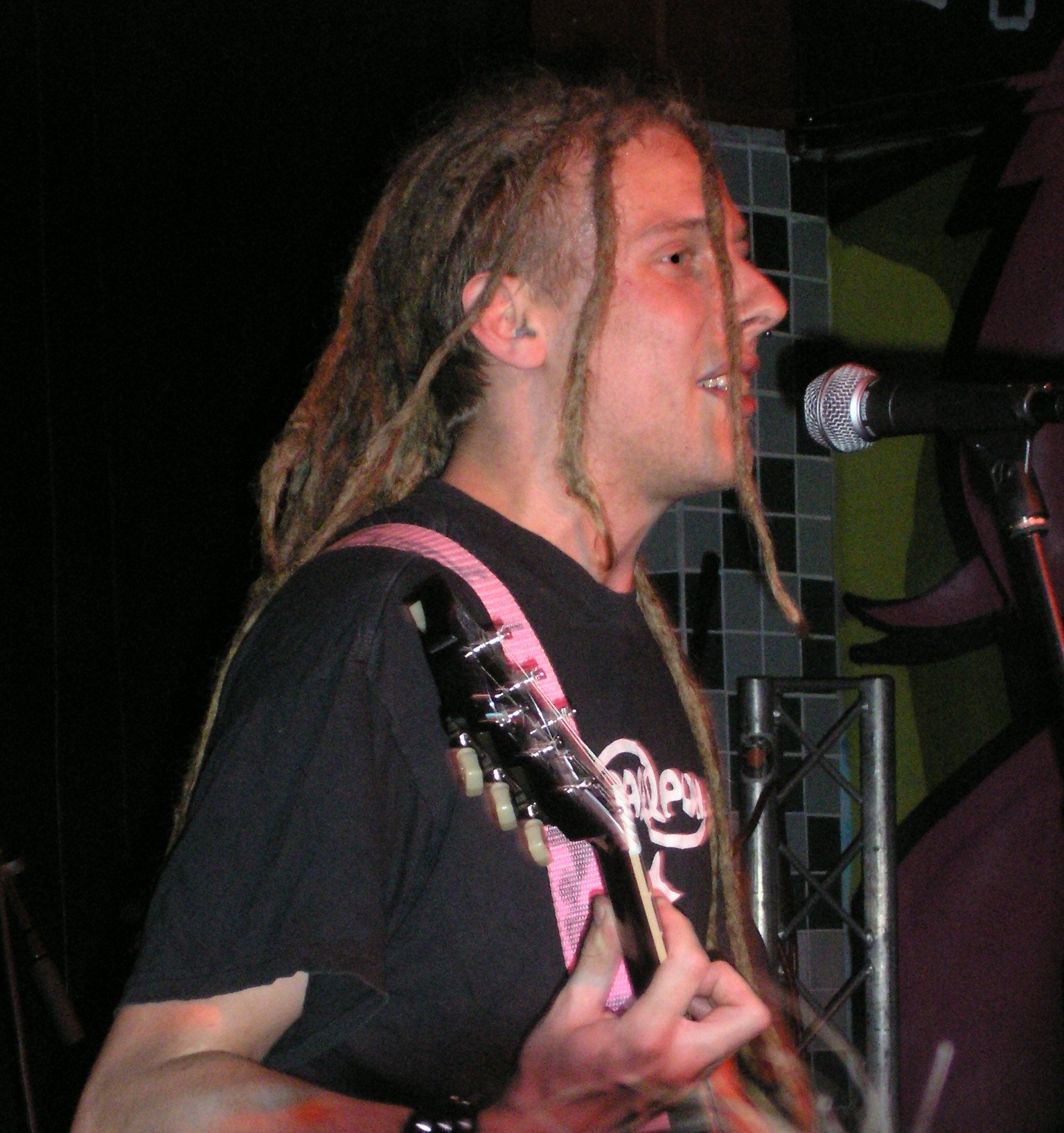
Tobbe i Varnagel spelar på Hus1 i Jakobsberg 2007.

Varnagel har sina rötter i 1990-talets punkvåg. Bandets medlemmar hade tidigare spelat i Frank Evert Lipar (Tobbe, Henrik och Fredrik), startade runt 1993–1994, Tarmludd och Mindless (Erik och Daniel), startade 1995 respektive 1996. Efter att Tobbe och Henrik själva hade spelat in Varnagels första demo En ny tid, anslöt sig Erik och Daniel. Fredrik från Frank Evert Lipar ersatte Daniel på trumpallen 2004. I början av 2008 ansåg sig bandet färdiga och upplöstes efter en sista turné.
Bandet återförenades tillfälligt år 2009, 2014 och 2019 för att medverka på skivbolaget Beat Butchers 25-års- respektive 30- och 35-årsjubileum. I samband med återföreningen 2014 släpptes skivan Herrelösa hundar, med tre nya och ett stort antal återutgivna låtar, och i samband med återföreningen 2019 släpptes samlingsskivan Trallpunk.
I början av 2022 återförenades bandet som en trio och släppte flera singlar och ett nytt album, I vargars land. Albumet släpptes under hösten både som vinyl och CD.
Under 2024 blev Joel Malm fast medlem i bandet efter att Henrik Gillberg inte längre kunde vara med. Malm har tidigare spelat live med Varnagel vid flera tillfällen. Joel Malm och Tobbe Malm är kusiner.
I juni 2024 släppte bandet singeln Törst. I september släpptes sen bandets femte fullängdsalbum Opium för folket. I samband med skivsläppet spelade Varnagel på Beat Butchers 40-årsjubileum.

### Namnet och historien bakom det
Ordet "varnagel" betyder 'avskräckande exempel'. Ordet i denna ursprungliga betydelse har använts sedan 1400-talet. Åhörares första möte med ordet handlar antingen om att det låter äckligt eller bara allmänt punkigt.

### Medlemmar[9]
- Tobbe Malm - sång, gitarr (1999– )
- Erik Broström - bas, kör (1999– )
- Fredrik Tjerneld - trummor (2004– )
- Joel Malm - gitarr, kör (2024– )

#### Tidigare medlemmar[9]
- Daniel Bergnér - trummor (2000–2004)
- Henrik Gillberg - gitarr, kör (1999–2022)

## Diskografi

### Album
- 2003 - Offentligt Häckleri
- 2004 - Andra Klass
- 2005 - Det Som Var (Alla demokassetter på CD)
- 2006 - Stenar mot pansarvagnar
- 2007 - Vill ha mer
- 2008 - Sista biten 2002-2008
- 2014 - Herrelösa hundar
- 2019 - Trallpunk
- 2022 - I vargars land
- 2024 - Opium för folket

### Singlar
- 2000 - Svin Av Vår Tid
- 2006 - Kanal 5
- 2022 - Som tiden ger rätt
- 2022 - Ensamvargtimmen
- 2022 - Pärlans godnattsång
- 2022 - På andra sidan taket
- 2024 - Törst

### Demokassetter
- 1999 - En Ny Tid
- 2000 - Ledarskap, karriär och kompetens
- 2001 - Marknadsromantik

### Samlingar
- 2007 - Alla goda ting är kol
- 2004 - Definitivt 50 spänn 12